# 炮制女朋友
《炮製女朋友》是一套2003年的香港愛情喜劇電影，由鄭伊健、趙薇、吳耀漢、谷德昭、梁靜、雷頌德、廖碧兒、周勵淇、張達明、郭力行主演。

## 演員
- 鄭伊健 飾 林祖
- 趙薇 飾 張寧
- 吳耀漢 飾 張天
- 谷德昭 飾 唐努
- 梁靜 飾 周君怡
- 雷頌德 飾 何添
- 廖碧兒 飾 雲妮
- 周勵淇 飾 阿淇
- 張達明 飾 廚師
- 郭力行 飾 小汪
- 塞傑 飾 法蘭
- 羅友權 飾 主任
- 陳勇 飾 經理
- 嚴峰 飾 司機
- 曹蕾 飾 女友
- 何志輝 飾 髮型師
- 王菲菲 飾 護理員
- 陳偉雄 飾 阿占
- 陳彥 飾 護理員
- 錢榮威

## 外部連結
- 開眼電影網上《炮制女朋友》的資料（繁體中文）
- 香港影庫上《炮制女朋友》的資料（繁體中文）
- 时光网上《炮制女朋友》的資料（简体中文）
- 豆瓣电影上《炮制女朋友》的資料 （简体中文）
- 爛番茄上《炮制女朋友》的資料（英文）
- AllMovie上《炮制女朋友》的资料（英文）
- 互联网电影数据库（IMDb）上《炮制女朋友》的资料（英文）